# Aortastenose
Aortastenose is een vernauwing van de uitstroomopening van de linkerhartkamer. Meestal wordt dit veroorzaakt door een aandoening aan de aortaklep. Bij deze aortaklepstenose is er een stenose (vernauwing) van de aortaklep, die daardoor niet wijd genoeg open kan. Bij een aortastenose kan een drukgradiënt over de klep ontstaan. De linkerventrikel moet daardoor hogere drukken genereren om bloed in de aorta te krijgen. Er ontstaat op den duur linkerventrikelhypertrofie door drukbelasting.

## Symptomen
Sommige patiënten hebben geen klachten; onverwacht overlijden kan het enige verschijnsel zijn. Moeheid, kortademigheid en zuurstofgebrek bij inspanning, pijn op de borst en duizeligheid en flauwvallen bij inspanning zijn andere verschijnselen.
Door een stethoscoop is een luid, vrij langgerekt, ruw, eerder schrapend dan schavend, geruis te horen met een maximum tussen de 2e en de 3e rib rechts van het borstbeen, bij verschillende typen kan de plaats waar het geruis maximaal is verschoven zijn. Het geruis begint na de eerste toon, is maximaal luid in het midden van de systole en eindigt voor de tweede toon (systolisch crescendo-decrescendo geruis).
De bloeddruk is meestal normaal, wel is vaak de polsdruk, het verschil tussen systolische en diastolische druk, kleiner dan gebruikelijk. Het elektrocardiogram toont tekenen van linkerventrikelhypertrofie.
De diagnose wordt gesteld met echocardiografie en uiteindelijk een hartkatheterisatie.

## Oorzaken
Een aortastenose kan veel verschillende oorzaken hebben. Deze kunnen onderverdeeld worden in supravalvulair (boven de kleppen gelegen), valvulair (=aortaklepstenose) en subvalvulair (onder de klep gelegen).
- Supravalvulair (meestal aangeboren):

1. een plooi of membraan van de aorta,
2. vernauwing van de aorta;
3. Syndroom van Williams

- Valvulair:

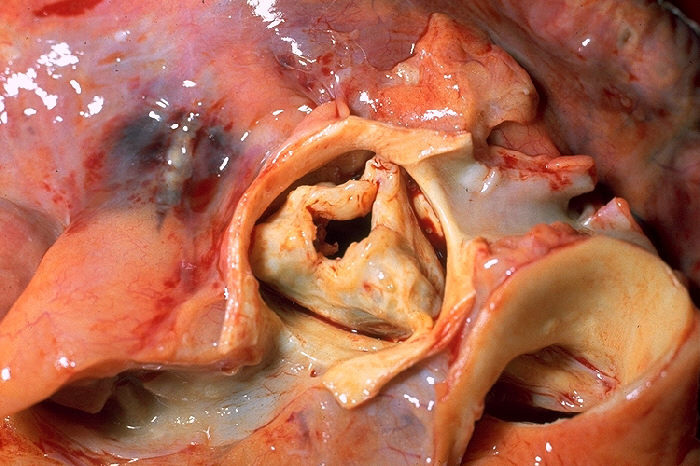
Aortaklep met door acuut reuma veroorzaakte stenose

1. aangeboren vorm; vaak heeft de aortaklep dan maar twee slippen ("zakjes") in plaats van drie.
2. door acuut reuma
3. degeneratieve vorm

- Subvalvulaire vorm:

1. Congenitale afwijking: een membraan.
2. Hypertrofische obstructieve cardiomyopathie, HOCM, een autosomaal dominante erfelijke aandoening
3. Subvalvulaire aortastenose is ook beschreven als gevolg van een van de lysosomale stapelingsziekten.[2]

## Behandeling
Deze is afhankelijk van de ernst en de oorzaak van het probleem. Als het probleem door een vernauwde klep wordt veroorzaakt, is een operatie (reparatie of vervanging van de klep) mogelijk geïndiceerd.
Sinds ongeveer 2005 zijn er ook technieken die bij kwetsbare patiënten via een hartkatheterisatie kunnen worden verricht.